# Haukijärvi (Gällivare socken, Lappland, 748837-173957)
Haukijärvi är en sjö i Gällivare kommun i Lappland och ingår i Kalixälvens huvudavrinningsområde. Haukijärvi ligger i Torne och Kalix älvsystem Natura 2000-område.